# Volleybox
Volleybox to strona internetowa będąca bazą danych o siatkówce tworzoną przez społeczność internetową, zawierająca informacje o siatkarzach, klubach, ligach, wynikach meczów, turniejach oraz innych aspektach związanych z dyscypliną. Serwis pozwala użytkownikom na współtworzenie treści poprzez dodawanie danych i aktualności i jest największym otwartym projektem gromadzącym wiedzę o światowej siatkówce.

## Historia
Platforma została założona w 2007 roku przez Krzysztofa Galanka w Sosnowcu pod nazwą Volleyball-Movies jako strona umożliwiająca udostępnianie i katalogowanie filmów wideo związanych z siatkówką. Popularność przyniósł jej m.in. viralowy film z akcjami kubańskiego zawodnika Leonela Marshalla.
Z biegiem lat projekt przekształcił się w rozbudowaną bazę danych skierowaną zarówno do kibiców, jak i profesjonalistów. W 2019 roku, wraz z poszerzeniem funkcjonalności, serwis zmienił nazwę na Volleybox. Dodano wówczas m.in. profile zawodników i członków sztabów szkoleniowych, system ocen klubów, statystyki meczowe, sekcję transferową, forum dyskusyjne, typowanie wyników, rynek pracy dla siatkarzy oraz możliwość personalizacji profili użytkowników. Wprowadzenie wersji językowych, trybu ciemnego oraz głosowania na MVP meczów odzwierciedlało rozwój serwisu w kierunku kompleksowego narzędzia dla globalnej społeczności siatkarskiej.

## Opis
Na rok 2025 w serwisie zarejestrowanych było ponad 124800 użytkowników, z czego przeszło 30600 stanowią aktywni lub byli zawodowi siatkarze oraz 6035 trenerzy. Każdy użytkownik może współtworzyć bazę danych dodając profile siatkarzy, trenerów, przedstawicieli sztabów, klubów, lig, pucharów oraz wyniki meczów.
Serwis oferuje również sekcję typowania wyników meczów, przegląd nadchodzących spotkań, aktualności transferowe oraz narzędzia analityczne przydatne dla skautów sportowych i dziennikarzy.

## Ranking światowy
Volleybox prowadzi autorski ranking klubów i zawodników oparty na wynikach osiąganych w oficjalnych rozgrywkach krajowych i międzynarodowych oraz przyznanych nagrodach indywidualnych. Ranking ten jest aktualizowany dynamicznie i wykorzystywany m.in. przez kibiców, dziennikarzy sportowych oraz agentów przy ocenie poziomu sportowego zawodników.

## Odniesienia
1. 1 2  Baza siatkarzy [online], Volleybox.net [dostęp 2025-08-16] (pol.).
2. ↑  Baza klubów siatkarskich [online] [dostęp 2025-08-16] (pol.).
3. ↑  Baza klubowych turniejów siatkarskich [online], Volleybox.net [dostęp 2025-08-16] (pol.).
4. ↑  Wyniki meczów siatkarskich [online], Volleybox.net [dostęp 2025-08-16] (pol.).
5. ↑  Baza międzynarodowych turniejów siatkarskich [online], Volleybox.net [dostęp 2025-08-16] (pol.).
6. ↑  Lista aktualności z siatkówki [online], Volleybox.net [dostęp 2025-08-16] (pol.).
7. ↑  Lista najpopularniejszych stron o siatkówce na świecie [online], similarweb.com [dostęp 2025-08-16] (ang.).
8. ↑  Volleybox - 2025 Profil firmowy - Tracxn. tracxn.com, 2025-05-06. [dostęp 2025-08-11]. (ang.).
9. ↑  Kopia strony Volleyball-Movies [online], webarchive, 19 czerwca 2018 [dostęp 2025-08-16] [zarchiwizowane z adresu 2018-06-19] (ang.). strona główna serwisu
10. ↑  Historia portalu Volleybox [online], Volleybox.net, 16 października 2010 [dostęp 2025-08-16] (ang.).
11. ↑  Baza członków sztabu szkoleniowego w siatkówce [online], Volleybox.net [dostęp 2025-08-16] (pol.).
12. ↑  Opinie o klubach siatkarskich [online], Volleybox.net [dostęp 2025-08-16] (pol.).
13. ↑  Transfery w siatkówce mężczyzn [online], Volleybox.net [dostęp 2025-08-16] (pol.).
14. ↑  Transfery w siatkówce kobiet [online], Volleybox.net [dostęp 2025-08-16] (pol.).
15. ↑  Forum siatkarskie [online], Volleybox.net [dostęp 2025-08-16] (pol.).
16. 1 2  Typery siatkarskie. Volleybox. [dostęp 2025-08-11]. (pol.).
17. ↑  Siatkarze szukający klubu [online], Volleybox.net [dostęp 2025-08-16] (pol.).
18. ↑  Oferty pracy męskich klubów siatkarskich [online], Volleybox.net [dostęp 2025-08-16] (pol.).
19. ↑  Baza użytkowników Volleybox [online], Volleybox.net [dostęp 2025-08-16] (pol.).
20. ↑  Siatkarze i siatkarki zarejestrowani na Volleybox [online], Volleybox.net [dostęp 2025-08-16] (pol.).
21. ↑  Czym jest Volleybox?. Volleybox. [dostęp 2025-08-11]. (pol.).
22. ↑  Cubana Melissa Vargas es elegida como la “más valiosa” en la liga turca. ADN Cuba. [dostęp 2025-08-11]. (hiszp.).
23. ↑  Baza trenerów siatkarskich [online], Volleybox.net [dostęp 2025-08-16] (pol.).
24. ↑  Ranking męskich klubów siatkarskich [online], Volleybox.net [dostęp 2025-08-16] (pol.).
25. ↑  Światowy ranking siatkarzy Volleybox [online], Volleybox.net [dostęp 2025-08-16] (pol.).
26. ↑  Zuid-Nederland: Volleybox top 100 of most successful active male volleyball players (Season 21/22 update).. reddit, 2021-09-28. [dostęp 2025-08-11]. (ang.).
27. ↑  Alejandro M. Abadía Torres: Miguel Ángel López domina el ranking como el voleibolista más exitoso del 2023. Play-Off Magazine, 2023-12-16. [dostęp 2025-08-11]. (hiszp.).
28. ↑  Brenda Castillo es nombrada jugadora #1 del mundo en ranking Volleybox. Hoy Digital, 2023-12-11. [dostęp 2025-08-11]. (hiszp.).
29. ↑  Redakcja: La cubana Melissa Vargas, mejor voleibolista del mundo en 2023 | DIARIO DE CUBA. diariodecuba.com, 2023-12-16. [dostęp 2025-08-11]. (hiszp.).
30. ↑  Mateo Orozco: Voleibolista cubano Miguel Ángel López, considerado el mejor del mundo en 2023. Cubanos por el Mundo, 2023-12-17. [dostęp 2024-04-20]. (hiszp.).
31. ↑  Redakcja: Miguel Ángel López y Mellisa Vargas, mejores voleibolistas de 2023 según sitio especializado. OnCubaNews, 2023-12-17. [dostęp 2024-04-20]. (hiszp.).
32. ↑  Andrés J. Villar-Merit Designs: República Dominicana tiene la mejor jugadora de voleibol del mundo; Brenda Castillo. diarioeco.com. [dostęp 2025-05-12]. (hiszp.).
33. ↑  Łukasz Kaczmarek doceniony. Polak uznany najlepszym siatkarzem świata [online], Polskie Radio 24, 10 listopada 2023 [dostęp 2025-08-16].